# Toyama-præfekturet
Toyama-præfekturet (富山県 Toyama-ken) er et præfektur i Japan.
Præfekturet ligger i regionen Chūbu på nordkysten af den centrale del af Japans hovedø Honshū. Det har et areal på 4.247 km2
og et befolkningstal på 1.031.262 (2021) indbyggere. Hovedbyen og den største by er byen Toyama.